# 淡島神社 (横須賀市)
淡島神社（あわしまじんじゃ）は、神奈川県横須賀市芦名にある神社。
北東近隣にある十二所神社の兼務社となっている。

## 概要
芦名漁港の北東近隣に鎮座している。
創建は不詳。和歌山県和歌山市加太の淡嶋神社から勧請したとされる。
3月3日の例祭においては、安産祈願の「底抜け柄杓」の奉納や、「流し雛」が行われる。

## 祭神
- 少彦名命